# Li (confucianisme)
Pour les articles homonymes, voir Li.
Li (chinois : 禮 ; pinyin : lĭ) est un concept du confucianisme qui peut être traduit par « rites, moralité ». C'est l'ensemble des convenances qui régissent les rapports entre les individus, ainsi que le déroulement des cérémonies. Li permet à la vertu de bienfaisance (ren) de s'exprimer.
C'est un concept complexe qui peut se définir comme l'harmonie entre l'homme et l'ordre général du monde dans tous les aspects de la vie, depuis l'observation des rites religieux gouvernementaux et familiaux jusqu'aux règles de comportement de vie en société. Le li guide l'homme dans ses devoirs aussi bien envers les autres hommes (respect, tolérance, pardon, fidélité, dévouement, confiance, contrôle de soi) qu'envers les êtres spirituels supérieurs (le culte rendu aux divinités et aux ancêtres).
Le Livres des Rites (Liji) donne une présentation du concept.